# Sklèros

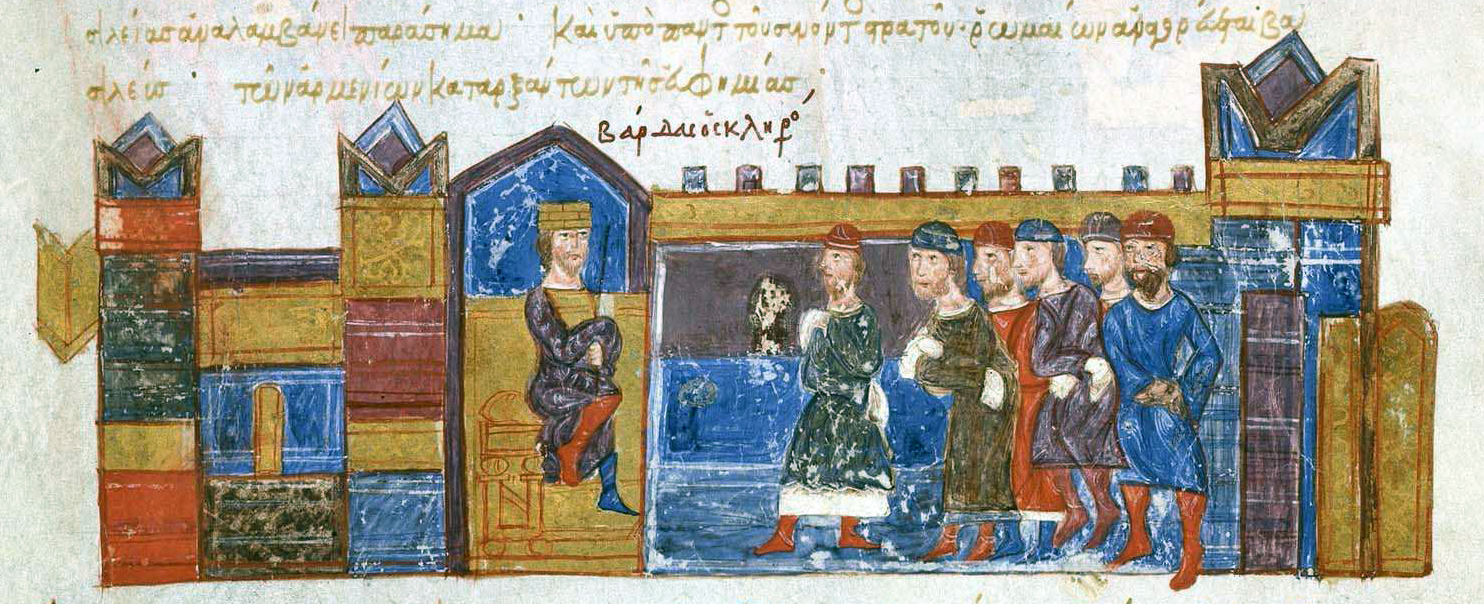
Bardas Skleros reçoit des fonctionnaires en tant qu'empereur, miniature provenant de la Chronique de Skylitzès de Madrid.

Les Sklèroï sont une famille byzantine apparentés à la dynastie macédonienne. Cette famille resta proche du trône, mais n'y accéda jamais.

## Histoire
Le premier Skleros apparaît dans les sources en 805, à propos de la soumission des Slaves du Péloponnèse, en tant « Skleros de Petite-Arménie » (c'est-à-dire l'ouest de l'Arménie, sous autorité byzantine) dans la chronique du port de Monemvasie (port connu en français sous le nom de Malvoisie), mention unique et limitée, mais indiquant une relative renommée.
En 811, le « scripteur inconnu » nous parle d'un certain Léon Skléros, stratège du thème du Péloponnèse, vraisemblablement différent du premier, et qui a servi l'empereur Michel Ier Rhangabé de 811 a 813, marié avec une Irène et père d'une Eufrosyne Sklerina, nonne en 823. On croise ensuite un « Sklèros » parmi les aides de l'émir de Mélitène (sud Arménie), sûrement une autre branche de cette famille arménienne. Un autre Sklèros, peut-être fils de Léon, était stratège en 838. Au XIIe siècle, un lac d'Iconion est désigné sous le nom de « lac Skleroï » indiquant l'importance de la parentèle dans la région. Un Théodore Sklèros était magistre peut-être en 869. Un Nicétas Skléros est mentionné dans une ambassade envoyée chez les Hongrois, à la fin du IXe siècle, désigné comme un « patrice » en 894, haute dignité attribuée aux stratèges des plus grands thèmes.
Des sources arabes[précision nécessaire] du Xe siècle parlent d’un Sklèros nommé « Bandir », c'est-à-dire arabisation du nom grec Pantherios. Ce nom rare est aussi celui du domestique des Scholes sous Romain Lécapène. Sa femme, Gregoria, serait apparentée à la dynastie macédonienne.
Le plus important membre de la famille est Bardas Sklèros, vraisemblablement le fils du précédent, et beau-frère de Jean Tzimiskès. Lorsqu’il fait son coup d’État, en 969, Bardas devient « magiste », et est général de tout l’Orient. Après s’être illustré dans la lutte contre les Russes, il aide Tzimiskès à faire échouer la tentative de coup d’État de Bardas Phokas.
La chronique de Jean Skylitzès, très lacunaire, fait ensuite mention d’une tentative de soulèvement de Bardas Sklèros. Rétrogradé au poste de duc de Mésopotamie à la mort de Tzimiskès, il tente un nouveau coup d'État, avec l’aide des Alyatès (grande aristocratie), des Bourtis et des Taronites (aristocratie secondaire), autres dynasties arméniennes. Malgré son échec, il parvient à négocier avec Basile II pour préserver le rang de sa famille.
C'est à la même époque que Théophano Skléraïna, fille d'un Skléros et d'une Phokas (« Phokeïna »), et par ailleurs nièce de Tzimiskès, épouse l'empereur d'Occident Otton II. Ce mariage est largement dû à la politique de l'ambassadeur Liutprand de Crémone.
L’étude des sceaux des Skleroï indique qu’ils continuent d’exercer de hautes charges au XIe siècle (stratège d’Anatolie…). La Peira, un traité de jurisprudence, fait également mention d’un procès entre deux cousins Skleroï avec de fortes sommes en jeu (dont une charistikè — donation d'un monastère à un laïc — de 62 000 pièces d’or). On note toutefois qu’ils ont abandonné les fonctions militaires pour les fonctions civiles basées à Constantinople, plus rémunératrices. Basile Sklèros est alors un membre actif de sa famille, connu pour les différends qu'il a eus avec Constantin VIII puis Romain III Argyre, dont il épouse la sœur mais complote néanmoins contre lui.
On trouve ainsi auprès de Constantin IX Monomaque un favori nommé Romain Skléros, grâce à sa sœur Pulchérie, maîtresse de l’empereur, qui lui obtient le poste de stratège d’Asie Mineure (où il provoque, par ses abus, la révolte de Georges Maniakès). Sans exploit militaire particulier, il a obtenu le titre de « proèdre ». Disgracié sous Michel VI, il soutient le soulèvement des Comnène, ce qui lui permet d’obtenir le titre de « curopalate ». Son descendant Andronic Skléros, est même, d’après les archives du mont Athos, devenu « sébaste », titre désignant les parents de l’Empereur.
À partir du XIIe siècle, les Skleroï semblent avoir perdu la faveur impériale et, n’ayant plus de fonctions militaires pour se refaire, ils passent au second rang de l’aristocratie de Constantinople (contrairement aux Macédoniens, les Comnène ont revalorisé les fonctions militaires face aux fonctions administratives. Cependant, on retrouve de temps à autre le nom Skleros dans des poèmes de cour mentionnant des mariages entre oikoï aristocratiques mineurs.
S’ils disparaissent totalement des sources après 1204, le nom de Skléros réapparaît deux fois, sous les Paléologue, dans des correspondances évoquant de petits agents de l’État (gramatikoï…).

## Généalogie
```
Panthérios Sklèros, domestique des Scholes en 944
X Gregoria, arrière-petite-nièce de 
Basile 
I
er

│
├──> 
Bardas Sklèros
 († 
991
)
│
├──> Romain Sklèros († 
993
)
│    X Une parente d'
Abu Taghlib
, 3e 
émir
 
hamdanide
 de 
Mossoul
 (969-979)
│    │
│    └──> 
Basile Sklèros

│         X Pulchérie Argyre
│         │
│         ├──> Romain Sklèrios
│         │    
│         └──> Pulchérie Sklérina
│              X 
Constantin IX Monomaque

│              │
│              └──> 
Marie Monomaque

│                   X 
Vsevolod 
I
er
, 
grand-duc de Kiev

│
├──> Constantin Sklèros
│    X Sophie 
Phokaina

│    │
│    └──> 
Théophano Skleraina
 (v.955 † 
991
)
│         X 
Otton II du Saint-Empire

│
└──> Maria Sklèros
     X 
Jean 
I
er
 Tzimiskès
 (
925
 † 
976
), empereur
```